# Paul Mecheril
Paul Mecheril (* 1962) ist ein deutscher Bildungswissenschaftler, seit Juni 2019 Professor am Institut für Erziehungswissenschaft der Universität Bielefeld, Arbeitsbereich Migrationspädagogik.

## Leben
Paul Mecheril wuchs in Deutschland und Indien auf. Er studierte in den 1980er Jahren Psychologie und Philosophie an den Universitäten Trier, Bielefeld, Wien und Münster. An der Universität Münster promovierte er mit einer Arbeit zu dem sprachlichen Geschehen in Psychotherapiegesprächen in Psychologie, an der Universität Bielefeld habilitierte er sich im Fach Erziehungswissenschaft mit einer Studie zu (Mehrfach-)Zugehörigkeiten in der Migrationsgesellschaft.
Von März 2008 bis September 2011 hatte er an der Universität Innsbruck am Institut für Erziehungswissenschaft die Universitätsprofessur „Interkulturelles Lernen und Sozialer Wandel“ inne; zugleich war er Leiter des Innsbrucker Instituts für Erziehungswissenschaft. Ab Oktober 2011 war er Professor am Institut für Pädagogik an der Carl von Ossietzky Universität in Oldenburg.
Die Denomination der Professur lautete zunächst „Interkulturelle Bildung“, seit 2016 lautete sie „Migration und Bildung“. Paul Mecheril war dort außerdem Direktor des Center for Migration, Education and Cultural Studies (CMC). Im Juni 2019 folgte er einem Ruf als Professor für Erziehungswissenschaft mit dem Schwerpunkt Migration an die Universität Bielefeld, wo er im Arbeitsbereich Migrationspädagogik und Rassismuskritik tätig ist.
Zu den Schwerpunkten des Lehr- und Forschungsinteresses von Paul Mecheril gehören die Bereiche Migrationspädagogik, Pädagogische Professionalität, Rassismus- und Herrschaftstheorie, Cultural Studies sowie methodologische und methodische Fragen der Interpretation.
Er ist Mitglied des Rats für Migration.

## Auszeichnungen
März 1998 erhielt er zusammen mit Thomas Teo für das gemeinsam herausgegebene Buch Psychologie und Rassismus den Jahrespreis des Landesjugendringes NRW und SOS-Rassismus. 2013 erhielt Mecheril den Höffmann Wissenschaftspreis für Interkulturelle Kompetenz.

## Buchpublikationen (Auswahl)
Als Autor
- Inci Dirim, Paul Mecheril: Heterogenitätsdiskurse, Sprache(n), schulische Bildung. Klinkhardt/UTB, Bad Heilbronn 2017.
- Paul Mecheril, Maria do Mar Castro Varela, Inci Dirim, Annita Kalpaka, Claus Melter: Migrationspädagogik. Beltz, Weinheim 2010.
- Politik der Unreinheit. Über die Anerkennung von Hybridität. 2. Auflage. Passagen, Wien 2009.
- Prekäre Verhältnisse. Über natio-ethno-kulturelle (Mehrfach-)Zugehörigkeit. Waxmann, Münster 2003.

Als Herausgeber 
- V. María do Mar Castro, P. Mecheril (Hrsg.): Die Dämonisierung der Anderen. Rassismuskritik der Gegenwart. transcript, Bielefeld 2016.
- Handbuch: Migrationspädagogik. Beltz, Weinheim 2016.
- A. Doğmuş, Y. Karakaşoğlu, P. Mecheril (Hrsg.): Pädagogisches Können in der Migrationsgesellschaft. Springer VS, Wiesbaden 2016.
- J. Reuter, P. Mecheril (Hrsg.): Schlüsseltexte der Migrationsforschung. Klassische Texte und Referenztheorien. Springer VS, Wiesbaden 2015.
- A. Broden, P. Mecheril (Hrsg.): Solidarität in der Migrationsgesellschaft. transcript, Bielefeld 2014.
- P. Mecheril (Hrsg.): Subjektbildung. Interdisziplinäre Analysen der Migrationsgesellschaft. transcript, Bielefeld 2014.
- P. Mecheril, S. Arens, C. Melter, E. Romaner, O. Thomas-Olalde (Hrsg.): Migrationsforschung als Kritik? Band I: Konturen eines Forschungsprogramms. Band II: Spielräume der Kritik. Springer VS, Wiesbaden 2013.
- Anne Broden, Paul Mecheril (Hrsg.): Rassismus bildet. Subjektivierung und Normalisierung in der Migrationsgesellschaft. transcript, Bielefeld 2010.
- Paul Mecheril, İnci Dirim, Mechtild Gomolla, Sabine Hornberg, Krassimir Stojanov (Hrsg.): Spannungsverhältnisse. Assimilationsdiskurse und interkulturell-pädagogische Forschung. Waxmann, Münster 2010.
- Claus Melter, Paul Mecheril (Hrsg.): Rassismuskritik: Rassismusforschung und Rassismuserfahrungen. Band I, Wochenschau-Verlag, Schwalbach/Taunus 2009.
- P. Mecheril, Th. Quehl (Hrsg.): Die Macht der Sprachen. Englische Perspektiven auf die mehrsprachige Schule. Waxmann, Münster 2006.
- P. Mecheril, M. Witsch (Hrsg.): Cultural Studies und Pädagogik. Kritische Artikulationen. transcript, Bielefeld 2006.